# NGC 2321
NGC 2321 (другие обозначения — UGC 3663, MCG 8-13-53, ZWG 234.51, NPM1G +50.0072, PGC 20141) — спиральная галактика с перемычкой (SBa) в созвездии Рыси. Открыта Джорджем Стони в 1849 году.
Возможно, галактика относится к Abell 596 — скоплению галактик, так как её лучевая скорость совпадает со скоростью скопления с точностью до дисперсии скоростей в Abell 596. В галактике наблюдается эмиссия в линиях атомарного водорода, суммарная его масса составляет 4,1⋅109 M⊙.
Этот объект входит в число перечисленных в оригинальной редакции «Нового общего каталога».